# Transseksualnost
Transseksualnost postoji kad osoba naizgled tipične tjelesne spolne diferencijacije pripada spolu drugačijem od onoga koji joj je dodijeljen pri rođenju.
Za opisivanje transseksualnosti često se koristi izraz „zarobljen/a u tijelu suprotnog spola”. Povezana je s potrebom da se obavi medicinska prilagodba spola: građom (anatomski), funkcijom (fiziološki) i u društvu (psihosocijalno). Hormonske terapije i kirurške intervencije se smatraju metodama ublažavanja simptoma koje pacijenta ne izliječe, ali mu smanjuju patnje zbog simptoma psihičkoga stanja.

## Neurobiologija
Transeksualnost se kao pojam razlikuje od transrodnosti (diferenciranih oblika rodnog izražavanja), transvetitizma (oblačenja u žensku odjeću) te interseksualnosti (nedefiniranog spolnog organa).
Godine 1966. godine dr. Harry Benjamin, njemački endokrinolog i seksolog, objavljuje knjigu „Transseksualni fenomen”, koja opisuje prirodu stanja, razliku između transseksualaca i transvestita te rezultate liječenja hormonima i kirurškim zahvatom. Benjamin je predložio da transrodne osobe (koje prelaze iz muškog u ženski spol) mogu imati koristi od estrogenih lijekova kao „zamjene za operaciju ili kao priprema za nju”.
Profesor Dick Swaab, nizozemski neurobiolog, ukazao je na zanimljiv problem, koji dovodi transseksualnost u odnos s interseksualnošću. Naime, po rođenju djeteta s nedefiniranim genitalnim aparatom, roditelji donose odluku o tome kojeg će spola dijete biti. Potom se može dogoditi da se mozak djeteta razvije prema modelu suprotnog spola, pa to dijete postaje transseksualno. Da bi se spriječio ponovni postupak promijene spola, Swaab sugerira da se odluka o spolu djeteta ne donese odmah po njegovu rođenju, već da se ta odluka odgodi na otprilike 4 do 6 godina, dok dijete ne bude moglo pokazati u kojem je smjeru krenuo razvoj mozga. Svjestan kritike da bi nedefiniran spol djeteta u prvim godinama njegova života mogao stresno utjecati na samo dijete i na njegovu okolinu, Swaab i dalje ističe kako će mnogo stresnije biti odrasloj transseksualnoj osobi i njegovoj okolini kada odluči promijeniti svoj spol. Ovaj fenomen se danas naziva cisrodnost.
Mogućnost na koju ukazuje Swaab možemo naći u biografiji transseksualnog američkog pisca imenom Pat Califia (afirmiran u području erotske, osobito sado-mazo literature): s obzirom na to da nije imao razvijene spolne organe, roditelji su u suglasnosti s liječnicima odredili da bude odgajan u ženskom spolu; u adolescenciji se on najprije definirao kao lezbijka, a naposljetku kao muško. S obzirom na to da ovakvi ishodi operacija određivanja spola nisu rijetki (ali su uglavnom intimni, rijetke su osobe koje o tome javno progovore poput Pata Califie), kritičari se zalažu da se kod djece s nerazvijenim spolnim organima uvijek određuje spol koji odgovara genetskom (XX ili XY) spolu, a ne onome što je kirurškom operacijom lakše "izgraditi", što je gotovo uvijek spolovilo koje odgovara ženskome. Prema mišljenju kritičara – među njima Johna R. McHugha, profesora i dugogodišnjeg šefa psihijatrije na Medicinskom fakultetu Sveučilišta Johns Hopkins, na kojem su obavljani pionirski zahvati izbora spola na maloj djeci – takav bi postupak stvarao manje problema: za muškarca je manji problem da nema muške genitalije, nego da se osjeća stranim ženskom identitetu kojega su mu odabrali roditelji i liječnici.

## Spolna diferencijacija
Transseksualnost je tradicionalno smatrana potpuno psihološkim fenomenom. Istraživanjem mozga transseksualaca koji su promijenili spol iz muškog u ženski objavljenog 2009. godine otkriveno je kako spolna diferencijacija jednog dijela mozga (jezgra u stria terminalis) odgovara ženskom spolu. Neki smatraju da ovaj nalaz podupire teoriju po kojoj je transseksualnost jednaka tzv. interseksualnom (međuspolnom) poremećaju, gdje spolni razvoj (diferencijacija) mozga nije u suglasnosti s kromosomskim spolom te spolnim žlijezdama. Drugi pak upućuju da ti transseksualci bez iznimke primaju ženske hormone te upućuju da su takve promjene na stria terminalis uočene i kod kastriranih muškaraca koji nisu transeksualci, kao i kod starijih muškaraca koji nisu transeksualci, a kod kojih je zbog procesa starenja smanjeno izlučivanje muških hormona.
Istraživanje je zaključilo kako je transseksualnost sukladna različitom spolnom razvoju tijela, koje se događa u prvoj polovici trudnoće, i mozga, u drugoj polovici. U zaključku je nadodano kako ne postoje dokazi da društvena okolina nakon rođenja imaju utjecaj na rodnu identifikaciju pojedinca.

## Dijagnoza
Svjetska zdravstvena organizacija isprva je, u izdanju MKB-10 iz 1992. godine, transseksualnost definirala kao poremećaj mentalnog zdravlja pod šifrom F64. Kategorija „poremećaji spolnog identiteta” u međuvremenu je ona u MKB-11 zamijenjena novom kategorijom pod nazivom „rodna inkongruencija” (eng. Gender Incongruence) pod poglavljem 17: „stanja povezana sa seksualnim zdravljem”, koja uključuje takvo stanje u djece, adolescenata i odraslih te nespecificiranu rodnu inkongruenciju. Te su promjene nastale poglavito zbog spoznaje da neusklađenost rodnog i spolnog identiteta ne upotpunjuje kriterije za vrstu mentalne bolesti, te se drugačijom klasifikacijom priželjkuje potpomoći uklanjanju negativne percepcije transseksualnih osoba u društvu.

## Učestalost
Od 1,6 milijuna transseksualnih osoba u SAD-u, njih 38,5 % teži promjeni spola iz muškoga u ženski, a 35,9 % iz ženskoga u muški. U Hrvatskoj je, međutim, više osoba mijenjalo spol iz ženskoga u muški, a statistike želje za promjenom spola poklapaju se s globalnima.
Zakonom o izmjenama i dopunama Zakona o državnim maticama iz 2013. god. (čl. 6, 7. i 27.) zakonski je u Hrvatskoj omogućeno registriranje promjene spola u matičnim knjigama.